# ويليام باكستر (سياسي كندي)
ويليام باكستر هو سياسي كندي، ولد في 1760، وتوفي في 22 نوفمبر 1832. انتخب عضو مجلس نواب نوفا سكوتيا.